# Vaulammi
Vaulammi är en ort i Jockis kommun i landskapet Egentliga Tavastland i Finland. Vaulammi utgjorde en tätort (finska: taajama) fram till tätortsavgränsningen 2017.
Vid tätortsavgränsningen den 31 december 2016 hade Vaulammi 202 invånare och omfattade en landareal av 1,81 kvadratkilometer. Året därefter hade området färre än 200 invånare och Vaulammi klassificerades inte längre som tätort.